# Anisol
Anisol, o metoxibenzè, és un compost orgànic amb la fórmula química CH₃OC₆H₅. És un líquid incolor amb una olor que recorda la de les llavors de l'anís i molts dels seus derivats es troben en fragàncies naturals o artificials. Aquest compost es fa principalment per la via sintètica i és un precursor d'altres composts sintètics.

## Reactivitat
L'anisol experimenta la reacció de substitució aromàtica electrofílica més de pressa que en el cas del benzè.

## Preparació
L'anisol es prepara pel procediment de síntesi èter de Williamson reaccionant amb fenòxid de sodi amb bromur de metil i reactius metilants relacionats:
C₆H₅O−Na+ + CH₃Br → CH₃OC₆H₅ + NaBr

## Aplicacions
L'anisol és un precursor de perfums, feromones d'insectes i productes farmacèutics. Per exemple l'anetol sintètic es prepara a partir de l'anisol.

## Seguretat
L'anisol és relativament no tòxic amb una LD50 de 3700 mg/kg en rates.